# Кремінський Ярослав Миколайович
Професор Кремінський Ярослав Миколайович (нар. 10 жовтня 1937, с. Маначин, Волочиський район, Хмельницька область, Українська РСР, СРСР) — український вчений у галузі медицини, доктор медичних наук, професор Луганського державного медичного університету, письменник, член Національної спілки письменників України.

## Життєпис
Народився 1937 року в Україні (с. Маначин Волочиського району Хмельницької області). 1955 р. закінчив середню школу у с. Курилівка того же району. 1955 р. — Кримський медичний інститут (нині Кримський державний медичний університет імені С. І. Георгієвського).
Після навчання працював лікарем на Поділлі, у Криму та Одесі. Закінчив клінічну ординатуру у Тернопільському медичному інституті. Наставником Ярослава Миколайовича були проф. О. І. Петченко та член-кореспондент АМН СРСР проф. М. С. Бакшеєв. Працював завідувачем гінекологічного відділення Євпаторійського пологового будинку, захистив кандидатську дисертацію.
З 1972 року — асистент кафедри акушерства та гінекології лікувального факультету Одеського медичного інституту.
З 1978 року Ярослав Кремінський у Луганську за конкурсом отримав звання доцента і став працювати на кафедрі акушерства та гінекології лікувального факультету.
З 1985 року — на посаді доцента кафедри акушерства та гінекології факультету удосконалення лікарів (ФУЛ). З 2003 року — на посаді професора. З 2005 року — професор кафедри акушерства, гінекології та перинатології факультету післядипломної освіти (ФПО).

### Наукова діяльність
Я. М. Кремінський — автор двох монографій, 200 наукових праць, 18 методичних рекомендацій, 23 рацпропозицій, 5 винаходів, 1 патенту.

### Діяльність у сфері художньої літератури
Ярослав Миколайович успішно поєднує наукову і клінічну роботу з творчою діяльністю. Друкувався у багатьох альманахах, журналах та колективних збірках. Неодноразово виступав з поезіями по українському радіо
та телебаченню. Член національної спілки письменників України. Написав і видав друком більше 20-и художніх книжок (поетичні книжки «Прозорість», «Життя не матиме зупинок», «Літепло», «Сумної осені вишняк», «Здраствуй, діду» та інші).
Я. М. Кремінський — голова осередку всеукраїнського товариства «Просвіта» Луганського державного медичного університету.

## Окремі праці

### У художній літературі
- Кремінський Я. Літепло . — Новоайдар: Спілка журналістів України Новоайдарська первина організація, 1994 . — 80 с.
- Кремінський Я. М. Здраствуй, діду . — Луганск: Світлиця, 1995 . — 60 с.
- Кремінський Я. Сумної осені вишняк . — Новоайдар: Спілка журналістів України Новоайдарська первина організація, 1995 . — 80 с.
- Кремінський Я. М. Вічнозелена любов . — Луганск: Світлиця, 1996 . — 92 с.
- Кремінський Я. М. Вклоняюся, схиляюся, клонюся . — Луганск, 2000 . — 48 с.
- Кремінський Я. М. Щоб не змерзли троянди . — Луганск: Світлиця, 2001 . — 184 с.
- Кремінський Я. М. Сказати людям виникла потреба . — Хмельницький: Поділля, 2002 . — 156 с.
- Кремінський Я. М. Хребет . — Луганск, 2002 . — 64 с.
- Кремінський Я. М. Розуму Спас і науки . — Луганськ: ЛДПУ ім. Т. Г. Шевченко, 2003 . — 92с.
- Кремінський Я. М. Дві руки . — Сімферополь.:Доля, 2003 . — 96с.
- Кремінський Я. М. Прозелень. Прозорінь. Просинь . — Луганськ: Альма-матер, 2004 . — 120с.
- Кремінський Я. М. Мандрівочка пахне . — Луганськ: Шико, 2005 . — 132 с.
- Кремінський Я. М. Сто див . — Луганськ: Шико . — 20 с.

## Нагороди
- Переможець конкурсу «Антологія одного вірша», який проводила у 1976 році газета «Молодь України».
- Лауреат міжнародної літературної премії імені Івана Кошелівця та премії Пантелеймона Куліша загальнонаціонального конкурсу «Українська мова — мова єднання».
- За вагомий особистий внесок у справу українського національного відродження товариство «Просвіта» у 2009 р. нагородило професора Я. М. Кремінського медаллю «Будівничий України».